# Мехен (гра)
Мехен — настільна гра, яку грали у Стародавньому Єгипті. Назва гри пов'язана зі змієподібним божеством Мехен у релігії Стародавнього Єгипту.

## Історія
Документи про гру Мехен датуються додинастичним періодом, приблизно з 3000 р. до н. е., і її поширення триває до кінця Стародавнього царства, близько 2300 р. до н. е. Окрім фізичних дощок, що здебільшого належать до додинастичного та ранньодинастичного періодів, зображення ігрової дошки Мехен знайдено в гробниці Гесіра, а її назва вперше зустрічається у гробниці Рахотепа. Інші сцени, що належать до П'ятої та Шостої династій Єгипту, зображують людей, що грають у гру. Жодних сцен або дощок, датованих Середнім чи Новим царством, не знайдено, що вказує на те, що гра більше не гралася в Єгипті після Стародавнього царства. Проте її зображення з'являються в двох гробницях близько 700 р. до н. е., оскільки орнаменти гробниць були копіями зі Стародавнього царства.
Мехен, ймовірно, також грали за межами Єгипту. Гру знайдено разом із грою Сенет у Баб 'едх Дра та на Кіпрі. На Кіпрі вона іноді зустрічається на зворотному боці того ж каменю, що і сенет, а ті, що з місця Сотіра Камінудхія, датовані приблизно 2250 р. до н. е., є найстарішими збереженими двосторонніми дошками. Гра проіснувала на Кіпрі довше, ніж у Єгипті, що свідчить про її адаптацію до місцевої культури.

## Ігровий інвентар

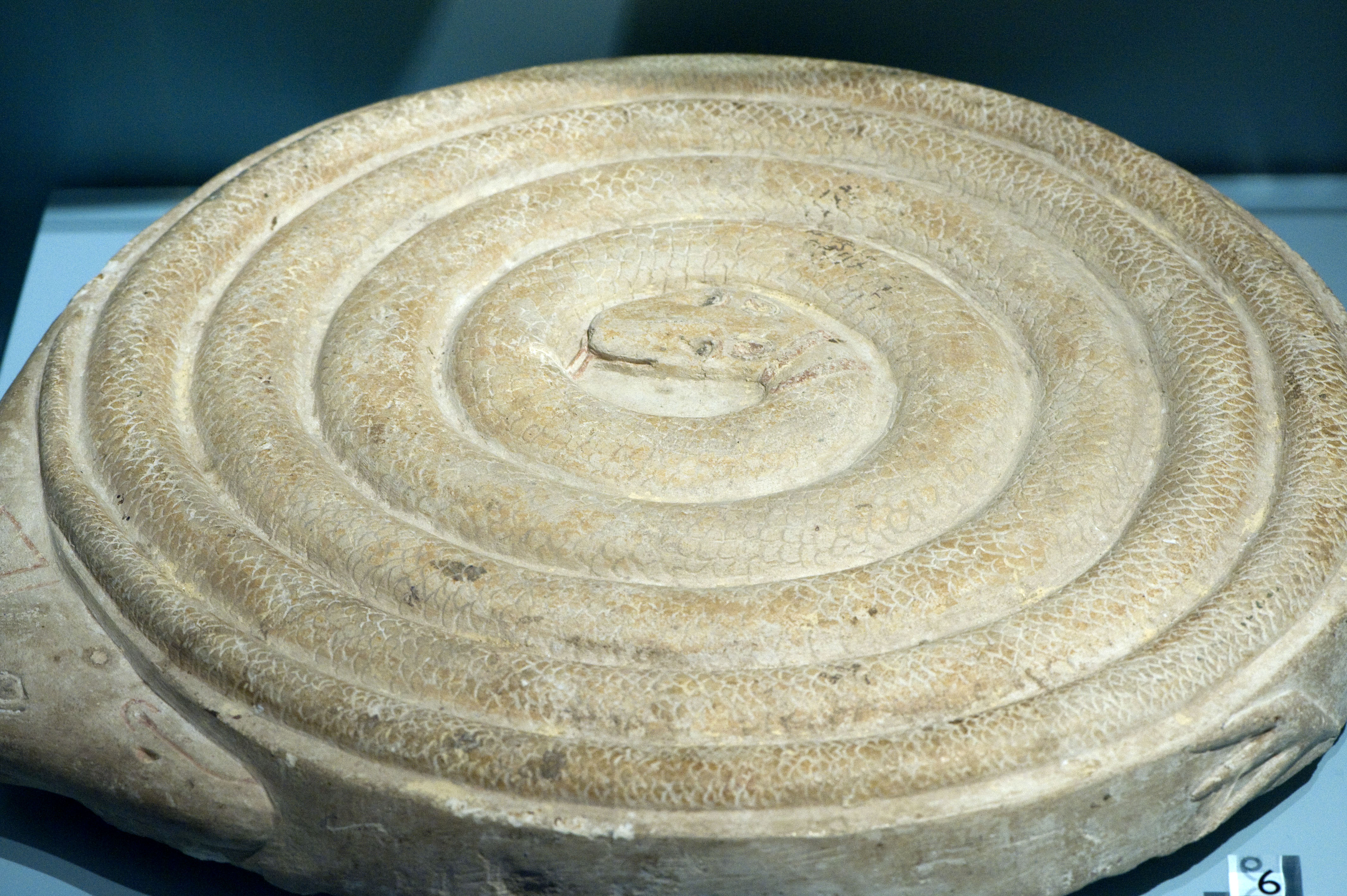
Приклад гри Мехен

В Єгипті ігрова дошка зображує змію, тіло якої розділено на прямокутні комірки. Було знайдено вісім таких дощок та кілька фрагментів із різною кількістю ігрових комірок. Дошки, зображені у гробниці Гесіра та на проїзді Саґуре, також сегментовані. Дошка у Фіцвільямському музеї в Кембриджі унікальна тим, що деякі комірки мають штриховку. Дошки на стінах гробниць зазвичай мають великий трапецієподібний виступ, що виходить за край, тоді як три кам'яні дошки з археологічних записів мають виступ у вигляді голови тварини, а інші обведені гусем або качкою. Знахідки левових і лев'ячих фігурок трапляються рідко, але їхні набори було знайдено у гробницях І династії та зображено в гробниці Гесіра III династії. Деякі з них супроводжуються наборами маленьких кульок, зазвичай білих, але також знайдено червоні та чорні.
На Кіпрі та в Леванті гри набувають вигляду спіралі заглиблень, іноді з центральним або зовнішнім заглибленням більшого розміру. Вони також демонструють варіабельність у кількості заглиблень, що свідчить про незначущість кількості сегментів у грі. Об'єкти, пов'язані з дошкою, можуть бути або не бути ігровими фігурами. Археологічні дані вказують, що гра, ймовірно, використовувала фігури у вигляді левів чи левиць, наборами з трьох чи до шести, та кілька невеликих кульок (мармурів чи м'ячів).

## Гра
Правила гри Мехен не записано, але, вірогідно, це була гра-гонка, де метою було переміщати фігури вздовж шляху змії від хвоста до голови. В Єгипті свідчення про гру Мехен знайдено лише у похоронних контекстах, і, ймовірно, гра символізувала подорож «Ба» або душі померлого через підземний світ через тіло Мехен, щоб переродитися в потойбічному світі з голови змії і перебувати поруч з Ра, богом сонця. Дослідження, опубліковане у 2024 році, детально проаналізувало можливі механізми гри та показало, що механіка руху фігур, ймовірно, була пов'язана з «вгадуванням мармурів». Один гравець ховав кілька кульок у кулак, а інший мав вгадати їх кількість — результат визначав кількість кроків уздовж шляху. Левові та лев'ячі фігури були занадто великими, щоб переміщатися вздовж шляху, тому, можливо, мармури також переміщалися шляхом, а левові фігури мали іншу функцію в грі.